# Bykle
Bykle ist eine Kommune im norwegischen Fylke Agder. Die Kommune hat 1039 Einwohner (Stand: 1. Januar 2025). Verwaltungssitz ist der gleichnamige Ort Bykle.

## Geografie

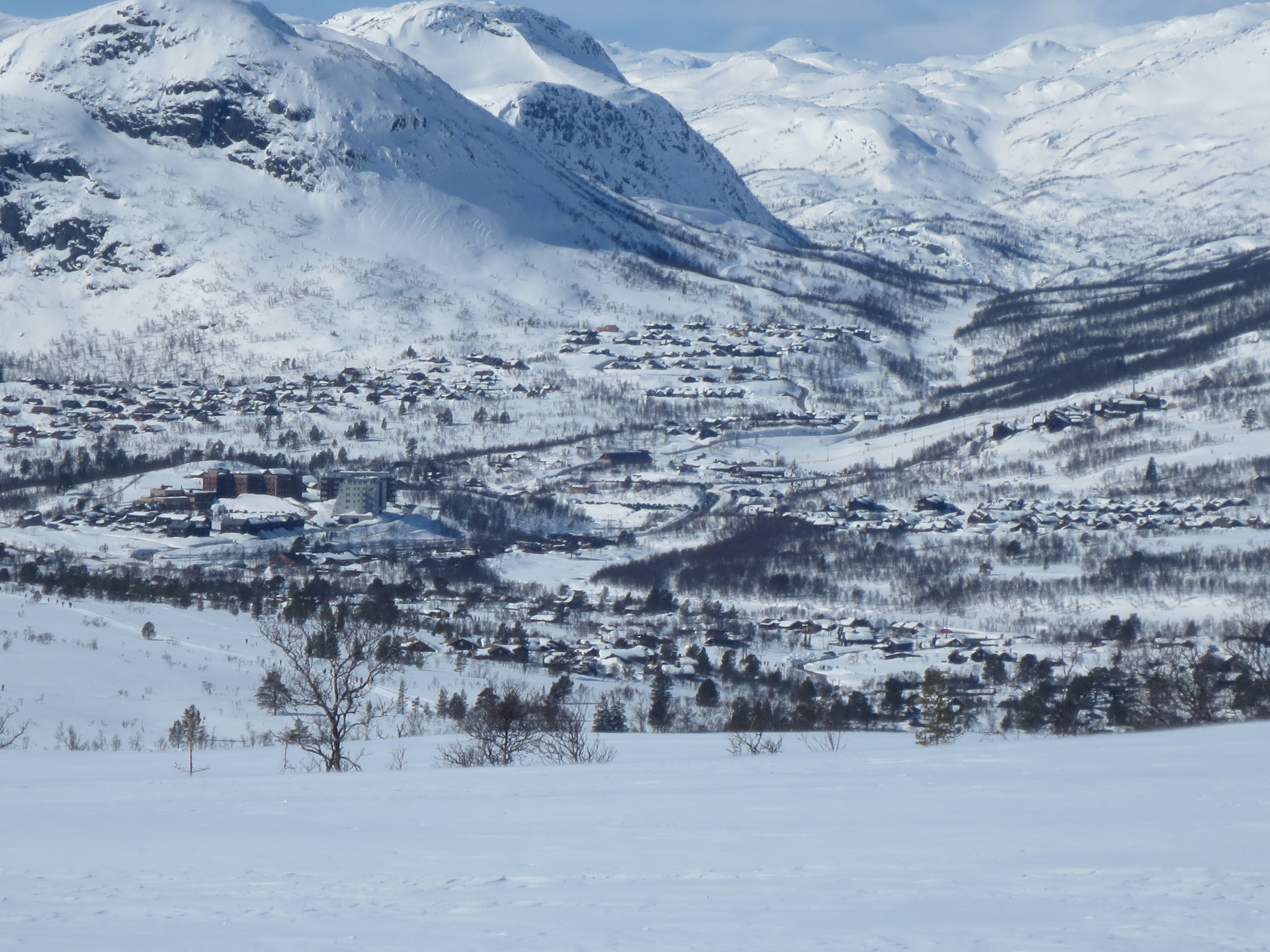
Blick auf die Ortschaft Hovden

Die Kommune Bykle grenzt an die Kommune Vinje im Norden, Tokke im Osten, Valle, Sirdal und Sandnes im Süden sowie Hjelmeland und Suldal im Westen. Die Grenze zu Vinje und zu Tokke ist dabei zugleich die Grenze zwischen den Fylkern Agder und Telemark. Die westlichen Nachbarkommunen Sandnes, Hjelmeland und Suldal gehören zum Fylke Rogaland.
Im Osten der Gemeinde zieht sich in Nord-Süd-Richtung das Tal Setesdalen durch die Region. Durch das Tal fließt der Fluss Otra, der im Norden der Kommune entspringt. Im Osten und Westen des Tals befinden sich mehrere höhere Erhebungen. Die höchste Erhebung ist der Sæbyggjenuten mit einer Höhe von 1507,1 moh. Der Berg liegt an der Grenze zu Tokke. Über 80 % des Gemeindeareals liegt über 900 moh.
Vor allem im Westen der Kommune liegen mehrere größere Stauseen, wozu der Blåsjø, das Botsvatn, das Store Urvatn und das Vatndalsvatn gehören. Am Südende des Blåsjø befindet sich auf dem Gemeindegebiet mit dem Storvassdammen Norwegens größter Staudamm, wobei sich der Stausee nach Nordwesten bis in die Nachbarfylke Rogaland erstreckt.

## Einwohner
Die Kommune gehört zu den einwohnerärmsten Norwegens. Während die Einwohnerzahl am Ende des Zweiten Weltkriegs noch bei 700 lag, ging sie bis 1973 auf 458 zurück. Anschließend begann die Einwohnerzahl wieder zu steigen. Der erneute Anstieg ist unter anderem auf den Ausbau des Tourismusgewerbes zurückzuführen. Der Großteil der Einwohner lebt im Setesdal. In der Kommune liegen zwei sogenannte Tettsteder, also zwei Ansiedlungen, die für statistische Zwecke als eine städtische Siedlung gewertet werden. Diese sind Hovden mit 443 und Bykle mit 234 Einwohnern (Stand: 1. Januar 2024).
Die Einwohner der Gemeinde werden Byklar oder Bykler genannt. Offizielle Schriftsprache ist wie in einigen weiteren Kommunen in Agder Nynorsk, die weniger weit verbreitete der beiden norwegischen Sprachformen.
| Jahr          | 1986 | 1990 | 1995 | 2000 | 2005 | 2010 | 2015 | 2020 | 2025 |
| ------------- | ---- | ---- | ---- | ---- | ---- | ---- | ---- | ---- | ---- |
| Einwohnerzahl | 694  | 728  | 822  | 868  | 857  | 970  | 933  | 965  | 1039 |

## Geschichte

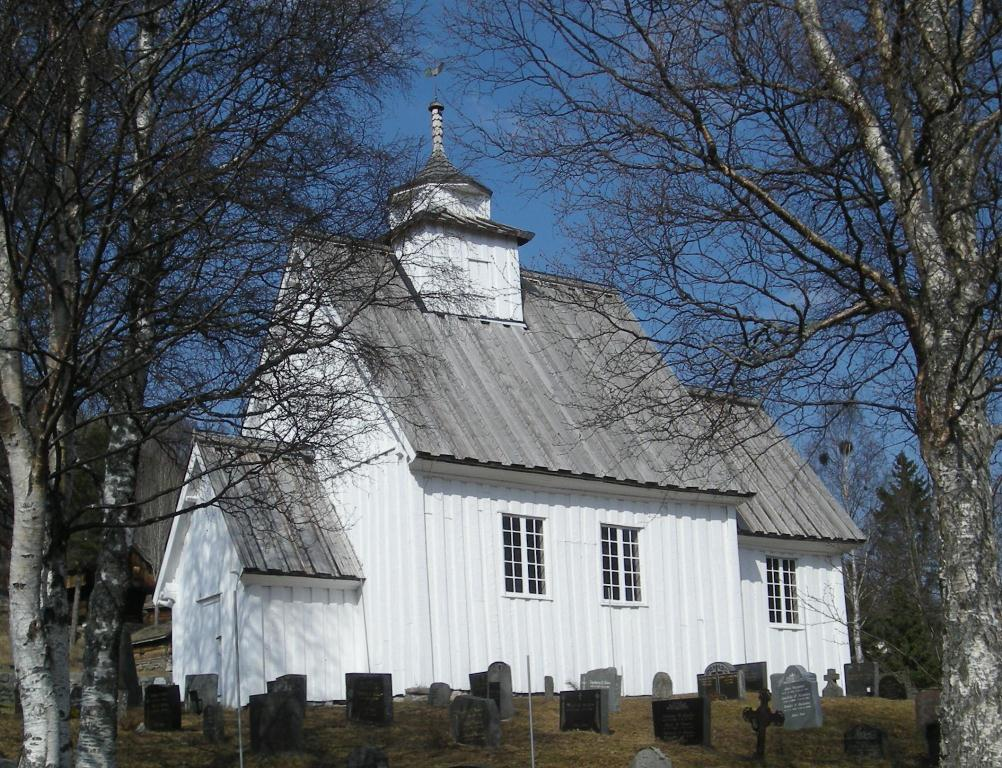
Bykle gamle kyrkje in Bykle

In der Zeit von etwa 800 bis 1500 wurde in der Region um die Ortschaft Hovden Eisen abgebaut. Es wird angenommen, dass die Region zu den wichtigsten Eisenlieferanten Norwegens gehörte. Im Jahr 1990 wurde das Eisenmuseum Hovden Jernvinnemuseum eröffnet.
In der Kommune liegen mehrere Kirchen. Die Bykle gamle kyrkje ist eine Holzkirche aus dem Jahr 1619 und liegt bei der Ortschaft Bykle. Die Bykle kyrkje, die ebenfalls bei Bykle liegt, ist 2004 eröffnet worden. Bei Hovden befindet sich die Holzkirche Fjellgardane kyrkje aus dem Jahr 1955.
Die Kommune Bykle entstand am 1. Januar 1902, als sie von Valle abgespalten wurde. Bykle hatte zu diesem Zeitpunkt 476 Einwohner, Valle verblieb mit 1720 Einwohnern. Bis zum 31. Dezember 2019 gehörte Bykle dem damaligen Fylke Aust-Agder an. Dieses ging im Zuge der Regionalreform in Norwegen in das zum 1. Januar 2020 neu geschaffene Fylke Agder über.

## Wirtschaft und Infrastruktur

### Verkehr
Durch das Setesdal verläuft der Riksvei 9, der etwas nördlich der Kommune in die Europastraße 134 (E134) mündet. Richtung Süden führt der Riksvei bis Kristiansand an der norwegischen Südküste.

### Wirtschaft
Für die Wirtschaft ist traditionell die Berggebiete der Kommune von Bedeutung. Dort wird unter anderem gejagt und Rentierhaltung betrieben. Die Rolle der Landwirtschaft nahm mit der Zeit stark ab. Der Tourismus entwickelte sich mit der Zeit hingegen zu einer wichtigen Einnahmequelle. Tourismuszentrum ist dabei vor allem der Ort Hovden, in dessen Umgebung unter anderem Wintersport betrieben wird und mehrere Hyttenfelder vorzufinden sind.
In der Kommune werden mehrere Wasserkraftwerke betrieben, das größte davon ist das Kraftwerk Holen I-II mit einer durchschnittlichen Jahresproduktion von 682,2 GWh in den Jahren 1991 bis 2020. Im Jahr 2021 arbeiteten rund 450 der insgesamt etwa 560 Arbeitstätigen in Bykle selbst, nur ein eher kleiner Teil war in Gemeinden wie Valle oder Kristiansand tätig.

## Name und Wappen
Das seit 1986 offizielle Wappen der Kommune zeigt silberne Tropfen auf grünem Hintergrund. Sie symbolisieren das Wasser, das für die Kommune eine wichtige Energiequelle darstellt. Der grüne Hintergrund soll die Bedeutung der Landwirtschaft darstellen. Der Gemeindename Bykle leitet sich vom Seenamen Bykil ab, dessen Namensbedeutung nicht gesichert ist.